# 唐鐸 (明朝政治人物)
唐鐸（1329年—1397年），字振之，明初官员，虹縣（今安徽泗縣）人。
其早年跟从朱元璋征战，后守濠州，跟从平定江州，授西安縣丞。召為中書省管勾。洪武元年，跟从汤和攻克延平，并担任延平知府。后三年，入朝担任殿中侍御史，复出担任知紹興府。洪武六年，担任刑部尚書，次年改为太常卿。后因母丧丁忧，朱元璋特给半俸。洪武十四年，再次启用担任兵部尚书。洪武十五年，设置諫院，其担任諫議大夫。洪武十七年坐事降為監察御史。洪武二十二年致仕。四年后，再次担任太子賓客，進太子少保，平定地方叛乱。洪武三十年，死于京师。